# آوای برنادت
آوای برنادِت یا آهنگ برنادِت (به انگلیسی: The Song of Bernadette) فیلمی است دربارهٔ زندگی برنادت سوبیرو، محصول ایالات متحدهٔ آمریکا، که در سال ۱۹۴۳ و به کارگردانی هنری کینگ ساخته شد. فیلم‌نامهٔ فیلم بر اساس روایتی که فرانتس ورفل از سرگذشت برنادت سوبیرو در رمان آوای برنادت داشته، نوشته شده‌است. این رمان در سال ۱۹۴۲ منتشر شد و یکی از پرفروش‌ترین رمان‌های آن زمان بود.
فیلم آوای برنادت در سال ۱۹۴۳ برندهٔ ۴ جایزهٔ اسکار ازجمله جایزه اسکار بهترین بازیگر نقش اول زن برای جنیفر جونز، جایزه اسکار بهترین فیلمبرداری، جایزه اسکار بهترین موسیقی فیلم و جایزه اسکار بهترین دستاورد هنری شد. این فیلم همچنین برای ۸ جایزهٔ اسکار دیگر، ازجمله جایزهٔ اسکار بهترین فیلم، نامزد بود.

## خلاصه داستان
لورد فرانسه، سال ۱۸۵۸. «برنادت سوبیرو» (جونز)، دختر دهقان‌زاده‌ای است که با اعضای خانواده‌اش در زندان شهر زندگی می‌کند. یک روز «برنادت» هنگام جمع کردن هیزم، «مریم باکره» (دارنل) را در غاری می‌بیند. «مریم مقدس» از او می‌خواهد که کف غار را بکند تا به آب شفابخش برسد …

## برگردان فارسی
| نام بازیگر    | نقش                 | صداپیشه        | نکات                        |
| ------------- | ------------------- | -------------- | --------------------------- |
| جنیفر جونز    | برنادت              | مینو غزنوی     | مدیر دوبلاژ: احمد رسول زاده |
| چارلز پیکفورد | کشیش دمنیک          | پرویز بهرام    |                             |
|               | راهبه               | ژاله علو       |                             |
|               | مادر برنادت         | رفعت هاشم پور  |                             |
| لیندا دارنل   | بانوی مقدس          | ناهید شعشعانی  |                             |
|               | ماری (خواهر برنادت) | مهوش افشاری    |                             |
|               | دوست برنادت         | نادره سالارپور |                             |
| وینسنت پرایس  | دادستان             | ناصر طهماسب    |                             |
|               | پسر همسایه          | جلال مقامی     |                             |
|               | ژاکومه              | کنعان کیانی    |                             |